# 维瓦罗罗马诺
维瓦罗罗马诺（義大利語：Vivaro Romano），是意大利拉齐奥大区罗马首都广域市的一个市镇。总面积12.5平方公里，人口194人，人口密度15.5人/平方公里（2009年）。ISTAT代码为058113。